# Pilophyllum
Pilophyllum là một chi thực vật có hoa trong họ, Orchidaceae.